# Mary Leslie, 9. Countess of Ross
Mary Leslie (Vorname auch Margaret, der Nachname wird gelegentlich mit Lesley angegeben) (* vor 1366; † um 1435), 9. Countess of Ross, war eine schottische Adelige.

## Leben
Ihr Vater war Walter Leslie, ihre Mutter war Euphemia, 6. Countess of Ross.
Von ihrem Leben sind nur wenige Details bekannt. Um 1390 heiratete sie Donald MacDonald, Lord of the Isles. Nach dem Tod ihres Bruders Alexander im Jahr 1402 und der schwachen Gesundheit ihrer Nichte Euphemia galt sie als mutmaßliche Erbin von Titel und Ländereien des „Earl of Ross“. Im Jahr 1411 versuchte Donald MacDonald dann im Namen seiner Frau (und mit Gewalt), dieses Erbe vorzeitig antreten. Mit der Niederlage seiner Truppen am 24. Juli 1411 in der Schlacht von Harlaw gegen eine Armee unter der Führung von Alexander Stewart musste Mary diesen Versuch als gescheitert betrachten.
1415 verzichtete Euphemia zu Gunsten ihres Großvaters Robert Stewart auf Titel und Besitz. Nachdem dieser erneut Euphemia und danach seine beiden Söhne John und Robert als Erben eingesetzt hatte, wurde der Besitz von einem königlichen Gouverneur verwaltet. Mary (und iure uxoris auch ihrem Mann) stand der Titel des Earl of Ross zwar de iure zu; aber mit dem Hinweis auf den Feldzug von 1411 blieb der Titel unbenutzt im Besitz der Familie Stewart.
Aus ihrer Ehe mit Donald stammte ein Sohn; Alexander, sowie eine Tochter; Mariota. Alexander wurde nach dem Tod seines Vaters und nach dem Tod von John Stewart, aber noch zu Lebzeiten seiner Mutter, im Jahr 1424 von Jakob I. als „Earl of Ross“ und „Lord of the Isles“ bestätigt.